# Prieuré Saint-Pierre-aux-Liens de Pont-Loup
Le prieuré Saint-Pierre-aux-Liens de Pont-Loup, parfois désigné comme chapelle voire église et aussi orthographié Pontloup, est un édifice religieux désacralisé situé à Moret-Loing-et-Orvanne, en France. Il est inscrit aux monuments historiques depuis 1926.

## Situation et accès
L’édifice est situé dans la rue du Peintre Sisley, côté rive droite de la rivière du Loing, à l'est de Moret-sur-Loing (commune déléguée de Moret-Loing-et-Orvanne). Plus largement, il se trouve dans le département de Seine-et-Marne, en région Île-de-France.

## Historique
Le prieuré remonte au XIIe siècle. Il est, au XXIe siècle, un lieu d'exposition.

## Statut patrimonial et juridique
La chapelle fait l’objet d’un classement au titre des monuments historiques par arrêté du 10 octobre 1914, en tant que propriété de la commune.